# Christian Plock

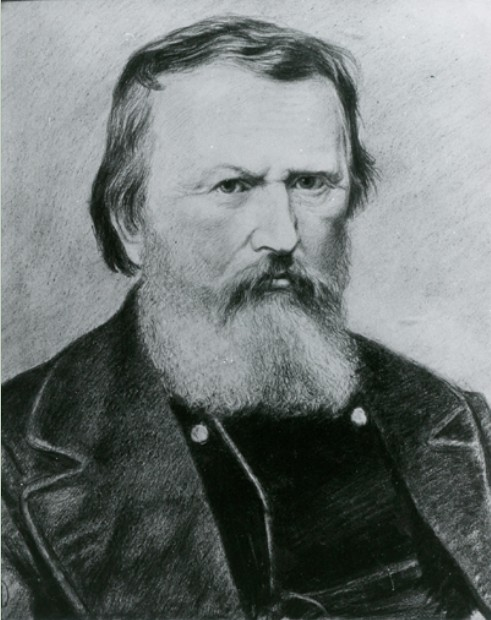
Christian Plock

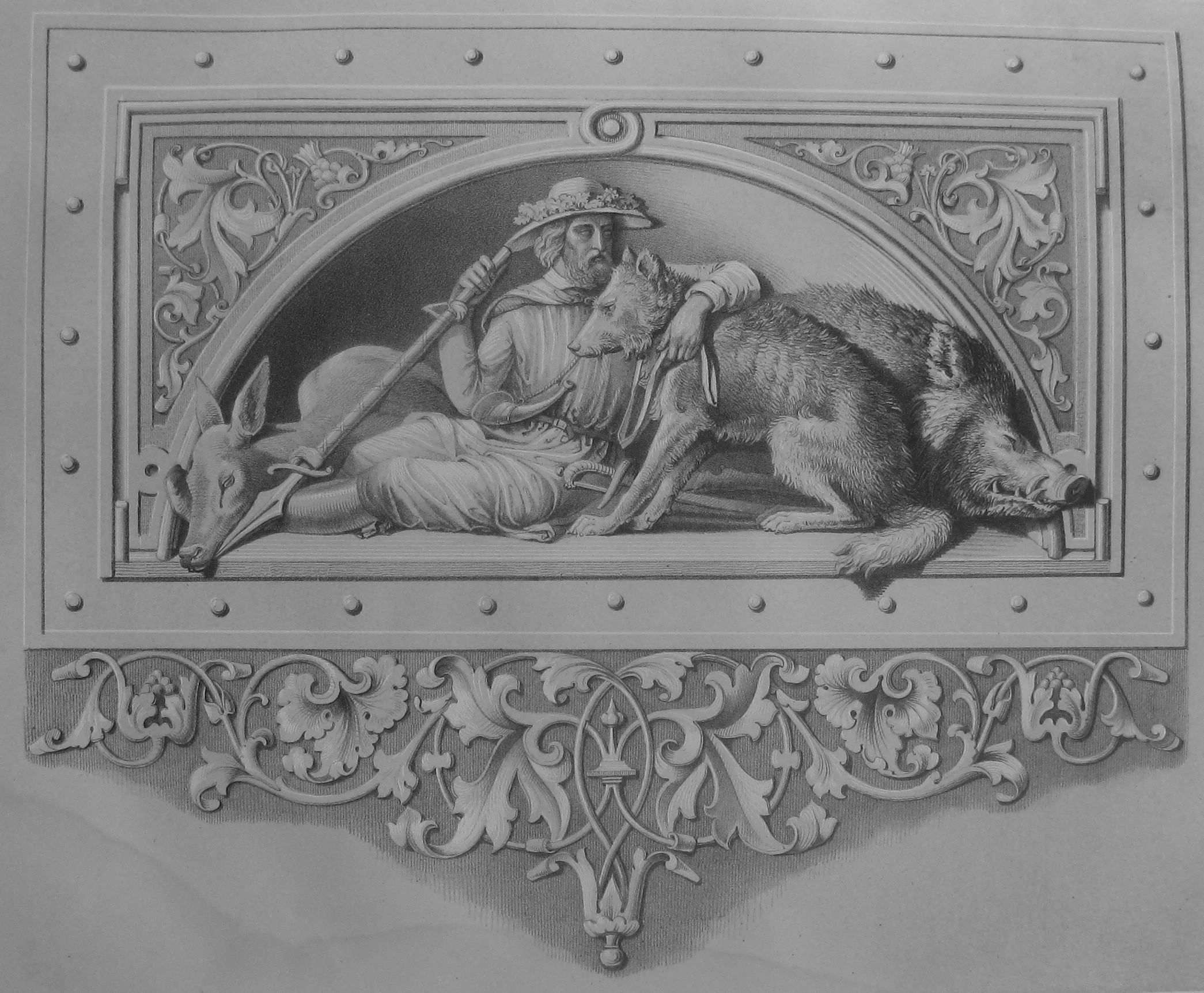
Zeichnung von Christian Plock aus der Ornamentsammlung von Plock und Offinger (siehe Literatur)

Christian Plock (* 9. Januar 1809 in Aalen; † 16. oder 26. August 1882 in Wasseralfingen) war ein württembergischer Zeichner, Modellierer und Ornamentiker.

## Leben
Der Sohn von Luise Rosine Betzler (gestorben 1814) und dem Obersteiger Johann Friedrich Plock (1772–1834) besuchte vom 9. bis zum 14. Lebensjahr die Aalener Lateinschule und ging anschließend bei dem später vor allem als Bildhauer bekannten Modellierer und Ziseleur Conrad Weitbrecht (1796–1836) in der Königlichen Eisengießerei Wasseralfingen als Zeichner und Modellierer in die Lehre. Während Weitbrechts Italienreise 1828–1830 vertrat Plock diesen als Modellierer. Nach dessen Rückkehr aus Italien übernahm er den Zeichenunterricht für die Formerlehrlinge, um seinen Lehrer zu entlasten.
Im Jahr 1836 begann Plock ein Studium an der Stuttgarter Kunstschule, wurde aber nach dem Tode Weitbrechts im gleichen Jahr zurück ins Werk nach Wasseralfingen als Modellierer und Ziselierer berufen. 1840–1841 beendete er sein Studium an der Stuttgarter Kunstschule unter Weiterbesorgung seiner Geschäfte in Wasseralfingen. 1842 durfte Plock nach Italien reisen und 1847 einen Monat in Paris zubringen. 
Im Königlichen Hüttenwerk in Wasseralfingen prägte Plock den schwäbischen Eisenkunstguss des 19. Jahrhunderts. Zu den von ihm gestalteten Produkten zählen Gebrauchsgegenstände wie Öfen sowie reines Kunsthandwerk in Form kunstvoller, gegossener Reliefs oder Vollplastiken. In den Jahren 1911 in Stuttgart und 1931 in Ulm würdigten Ausstellungen posthum Plock und seinen Lehrer Weitbrecht.
Auch außerhalb seines Berufes war Plock künstlerisch tätig, wie zahlreiche Skizzenbücher und -blätter belegen, die er auch bei einer Italienreise 1842 angefertigt hatte. Neben diesen rund tausend Bleistiftskizzen sind auch einige Ölbilder und Aquarelle des Kunstgießers bekannt. Entwurfszeichnungen von Christian Plock und Werke seines Sohnes Hermann werden im Museum Wasseralfingen in Aalen ausgestellt bzw. im Archiv aufbewahrt.
Im bereits fortgeschrittenem Alter fand Plock in Anna Maria Mack (1821–1905) eine Lebensgefährtin. Der gemeinsame Sohn Hermann Plock (1858–1920) fand als Maler Anerkennung.

### Sonstiges
In der kunsthistorischen Literatur wurde Christian Plock nicht selten mit seinem Verwandten Carl August Plock (1827–1894) verwechselt, einem langjährigen Professor an der Baugewerkschule Stuttgart für Ornamentzeichnen und Modellieren.